# Bon Jovi
Bon Jovi — американская рок-группа из Нью-Джерси, образованная в 1983 году. В состав коллектива входят вокалист Джон Бон Джови, клавишник Дэвид Брайан, бас-гитарист Хью Макдональд, гитарист Фил Икс и барабанщик Тико Торрес. На протяжении многих лет состав группы практически не менялся, лишь в 1994 году от них ушёл басист Алек Джон Сач, которого заменил Хью Макдональд, а в 2013 году группу покинул гитарист Ричи Самбора. В 2016 году Хью Макдональд и Фил Икс стали полноправными участниками коллектива. Всемирной популярности Bon Jovi поспособствовал альбом Slippery When Wet (1986). В 1990 году, после плотных гастрольных туров и большого количества хитов, группа приостановила деятельность; тогда же Джон Бон Джови и Самбора выпустили по сольному альбому. В 1992 году был выпущен альбом Keep the Faith. Их песня 2000 года «It’s My Life» смогла привлечь внимание более молодой аудитории. Bon Jovi использовали разные стили в своей музыке: так, альбом Lost Highway (2007) включал элементы кантри. Последний на данный момент релиз группы, 2020, был выпущен 2 октября 2020 года.
Bon Jovi выпустили 16 студийных альбомов, шесть сборников и два концертных альбома. В общей сложности их альбомы были проданы тиражом 130 млн копий. Они отыграли более 2600 концертов в 50 странах перед 34-миллионной аудиторией и в 2006 году были включены в Зал музыкальной славы Великобритании. В 2004 году группа получила награду за музыкальные достижения на American Music Awards, а в 2009 году Джон Бон Джови и Ричи Самбора попали в Зал славы композиторов. В 2018 году Bon Jovi были включены в «Зал славы рок-н-ролла».

## История группы

### Формирование (1982—1983)
|                |             |              |
| Джон Бон Джови | Тико Торрес | Дэвид Брайан |

Джон Бон Джови начал играть на гитаре в 13-летнем возрасте в своей первой группе Raze. В 16 лет он познакомился с Дэвидом Брайаном и создал кавер-группу из 12 человек Atlantic City Expressway, которая выступала по клубам Нью-Джерси (несмотря на то, что все были несовершеннолетними). В подростковом возрасте Бон Джови играл в группе John Bongiovi and the Wild Ones в местных клубах, вроде The Fast Lane, также выступая на разогреве у популярных артистов. К 1980 году он собрал новую группу, The Rest, которая выступала на разогреве у группы Southside Johnny & The Asbury Jukes.
К середине 1982 года, не учась в школе и подрабатывая в магазине женской обуви, Джон Бон Джови начал работать в манхэттеновской студии звукозаписи Power Station Studios, совладельцем которой являлся его двоюродный брат Тони Бонджиови. Он записал несколько демо, среди которых была и спродюсированная Билли Сквайером песня, однако запись не произвела впечатления на руководства звукозаписывающих компаний. Его первой профессиональной записью была песня «R2-D2 We Wish You a Merry Christmas» из альбома Christmas in the Stars, спродюсированного его двоюродным братом.
Бон Джови посетил радиостанцию WAPP 103.5FM «The Apple» в Лейк-Саксессе, Нью-Йорк. Там он поговорил с промоутером Джоном Лассманом, который согласился включить песню «Runaway» в диск, выпускаемый радиостанцией для продвижения молодых исполнителей округа. Бон Джови с большой неохотой отдал им песню, на которой играли студийные музыканты, также известные как The All Star Review: гитарист Тим Пирс, клавишник Рой Биттан, барабанщик Фрэнки Ларока и басист Хью Макдональд.
Песня начала звучать на радиостанции, впоследствии другие станции Нью-Йорка также включили её в ротацию. В марте 1983 года Бон Джови позвал Дэвида Брайана, который в свою очередь позвал басиста Алека Джона Сача и бывшего барабанщика группы Phantom’s Opera Тико Торреса. Основную гитарную партию играл сосед Бон Джови Дэйв Сабо (The Snake), который позже сформировал группу Skid Row. Сабо вскоре был заменён Ричи Самборой, который раньше выступал на гастролях с Джо Кокером, играл в группе Mercy и был на прослушивании у Kiss. Он также играл в альбоме Lessons группы Message, который был перевыпущен на компакт-диске через Long Island Records в 1995 году. Message изначально были группой лейбла Led Zeppelin Swan Song Records, но альбом так и не был выпущен.
Тико Торрес к тому времени уже являлся опытным музыкантом, он играл в группах Phantom’s Opera, The Marvelettes и с Чаком Берри. Он записал 26 песен, на тот момент последней его работой была запись песен популярной в начале 1980-х группой из Джерси Franke and the Knockouts.
Дэвид Брайан ушёл из группы, созданной им вместе с Бон Джови, из-за учёбы. Тем не менее во время учёбы в колледже он осознал, что хочет заниматься музыкой профессионально, и поступил в Джульярдскую школу в Нью-Йорке. Когда Бон Джови позвал его и сказал, что создаёт группу, которой, возможно, светит контракт, Брайан бросил учёбу.

### Ранние годы (1984—1985)
Группа привлекла внимание продюсера Дерека Шульмана, который имел отношение к лейблу PolyGram, и заключил с ними контракт от имени Mercury Records. Памела Маер, подруга Ричарда Фишера и служащая Дока МакГи, предложила использовать название Bon Jovi, на примере группы Van Halen. Было выбрано имя Bon Jovi вместо предполагаемого варианта Johnny Electric. Предложение Памелы не пользовалось одобрением, однако спустя два года группа оккупировала чарты под этим именем.
С помощью их менеджера Дока МакГи группа записала дебютный альбом Bon Jovi выпущенный 21 января 1984 года. В альбоме был их первый сингл «Runaway», который попал в топ-40 чарта Billboard Hot 100. Следующий сингл «She Don't Know Me», на записи которой настояло руководство Mercury Records. На сегодняшний день это единственная песня, к сочинению которой Джон Бон Джови не имел отношения. Песня была написана Марком Авсеком.
Группа выступала на разогреве у Scorpions в США и Kiss в Европе. В августе 1984 года группа выступала на Super Rock Festival в Японии в качестве специального гостя. Однако «Runaway» стала хитом и Bon Jovi стали популярными в Японии. Свою первую золотую сертификацию группа получила в Японии. Альбом достиг 43-й позиции чарта США Billboard 200, спустя год Американская ассоциация звукозаписывающих компаний присвоила диску золотой статус.
В 1985 году был выпущен второй альбом Bon Jovi 7800° Fahrenheit, из которого было выпущено три сингла: «Only Lonely», «In and Out of Love» и баллада «Silent Night». Альбом попал на 37-е место Billboard 200 и стал золотым в США, достиг 28-й строчки чарта Великобритании и 40-го — Германии. Несмотря на то, что альбом не пользовался таким коммерческим успехом, на который рассчитывали Bon Jovi, благодаря ему группа снова отправилась в тур. Сразу после выхода альбома группа выступила в Японии, билеты на восемь концертов были раскуплены, а альбом попал в первую пятёрку национального чарта и стал золотым.
В мае 1985 года Bon Jovi были хедлайнерами[где?] в Великобритании и Европе; под конец европейского тура группа полгода выступала по США в поддержку Ratt. В середине тура они неудачно выступили на британском фестивале Monsters of Rock. Также в 1985 году Джон Бон Джови также в одиночку выступил на концерте Farm Aid.

### Slippery When Wet(1986—1987)
В апреле 1986 года группа отправилась в Ванкувер, где в течение полугода записывала альбом Slippery When Wet. Альбом спродюсировал Брюс Фэйрбэйрн и смикшировал Боб Рок. Slippery When Wet стал прорывом Bon Jovi. Первые два сингла — «You Give Love a Bad Name» и «Livin' on a Prayer» — возглавили американский Billboard Hot 100. Песня «Livin' on a Prayer» продержалась на первом месте 4 недели. Обе песни были написаны в соавторстве с молодым автором Дезмондом Чайлдом, которого порекомендовал фронтмен Kiss Пол Стэнли. Сотрудничество Бон Джови-Самбора-Чайлд длится до сих пор. Третий сингл, «Wanted Dead or Alive», попал в первую десятку американского чарта и является одним из самых больших хитов группы.
Видеоклипы Bon Jovi попали в активную ротацию канала MTV, что также способствовало их популярности. С выходом Slippery When Wet Bon Jovi превратились в звёзд первой величины. Альбом возглавлял чарты Австралии, Канады, Норвегии, Финляндии, Новой Зеландии, Швейцарии, а в Америке до сих пор является единственным рок-альбомом, занимавшим первое место в течение двух месяцев. Также альбом попал в первую десятку в Австрии, Нидерландах, Японии и провёл 123 недели в чарте UK Albums Chart.
В 1987 году журнал Billboard назвал Slippery When Wet самым продаваемым альбомом года, а клип «Livin' on a Prayer» получил награду MTV Video Music Awards в категории «Лучшее концертное исполнение». В следующем году группа получила награду American Music Awards в категории «Любимая поп/рок-группа», а также «Любимая рок-группа» на People's Choice Awards.
В августе 1986 года, когда вышел Slippery When Wet, Bon Jovi выступали на разогреве у группы 38 Special. К концу 1986 года Bon Jovi уже отправились в собственный полугодовой тур по Америке. В августе 1987 года группа была хедлайнером на британском фестивале Monsters of Rock (в ходе которого у группы произошёл конфликт с Metallica). Во время выступления Bon Jovi Ди Снайдер, Брюс Дикинсон и Пол Стэнли присоединились к ним для исполнения песни «We’re an American Band». К концу года Bon Jovi отыграли 130 концертов, заработав на этом 28.400.000 долларов.
Когда у Джона Бон Джови спросили, что для него значит этот ошеломляющий успех, он ответил: «Все стало больше и в два раза быстрее. Тебя узнают в два раза больше. Весь мир стал больше. Тебе нужно продавать больше альбомов, быть ещё популярнее. Ты становишься умнее и лучше понимаешь бизнес, поэтому появляется больше ответственности. Ты понимаешь это сейчас, и ты хочешь убедиться, что все правильно».
Из-за успеха группы Джона Бон Джови и Ричи Самборе предложили сотрудничать с Шер над её одноимённым альбомом 1987 года. Джон и Ричи написали песню «We All Sleep Alone», где исполнили бэк-вокальные партии, а также спродюсировали несколько треков. Сотрудничество с Шер продолжилось над альбомом Heart of Stone (1989).

### New Jersey(1988—1990)
Выход четвёртого альбома New Jersey в сентябре 1988 года укрепил успех группы: альбом провёл четыре недели на вершине чарта США и две недели на первом месте в чарте Великобритании.
New Jersey также стал хард-рок-альбомом с наибольшим числом синглов, попавших в топ-10 чарта США. «Bad Medicine» и баллада «I’ll Be There for You» попали на первое место чарта Billboard Hot 100. Три других сингла («Born to Be My Baby», «Lay Your Hands on Me» и «Living in Sin») достигли первой десятки, а клипы пользовались популярностью на MTV. Имя Bon Jovi попало в заголовки новостей, когда клип «Living in Sin» был запрещён на MTV из-за откровенных сцен. MTV согласилось лишь на ротацию отредактированной версии. Записывается песня «Peace in our time» совместно с советской рок-группой Парк Горького
Bon Jovi отправились в мировой тур, продлившийся до 1990 года, во время которого группа побывала в более 22 странах и отыграла более 232 концертов. Кульминацией тура стало выступление 11 июня 1989 в Giants Stadium (Нью-Джерси), все билеты на которое были распроданы. В августе 1989 года группа отправилась в СССР на фестиваль Moscow Music Peace Festival. Bon Jovi стали первой группой, кому правительство СССР официально разрешило выступить. Альбом New Jersey был выпущен на звукозаписывающей компании Мелодия, чего не удавалось сделать любой другой зарубежной группе. Фестиваль Monsters of Rock в 1989 году был отменён из-за смерти двух поклонников во время выступления Guns N' Roses годом ранее. Вместо этого прошёл другой рок-фестиваль в Милтон-Кинсе, где выступили Bon Jovi, Europe, Skid Row и Vixen.
Длительные гастроли имели и негативные последствия. К концу 16-и месячного тура участники были изнурены физически, морально и эмоционально. Наконец, отыграв последний концерт в Мексике и не имея конкретных планов на будущее, участники группы отправились по домам.

### Сольное творчество (1990—1991)
Между 1990 и 1991 дороги участников группы разошлись. Накопленная усталость от записи Slippery When Wet и New Jersey вкупе с последовавшими мировыми турами дала о себе знать. Всё выглядело так, как будто они распрощались после тура New Jersey. В это время участники группы ушли со сцены и нашли занятия поинтересней и никакого желания к созданию нового альбома не проявляли.
Джон Бон Джови записал сольный альбом — саундтрек к фильму Young Guns II, более известный как Blaze of Glory. Изначально Эмилио Эстевес, будучи другом Джона Бон Джови, спросил его разрешения использовать «Wanted Dead or Alive» в качестве темы в продолжении истории Билли Кида. Джон Бон Джови в конечном счёте сочинил совершенно новую тему для саундтрека и представил свой первый сольный альбом.
Выпущенный в 1990 году, альбом примечателен и именитыми гостями, такими как Элтон Джон, Литл Ричард и Джеф Бек. Альбом хорошо продавался и получил хорошие отзывы. Заглавный трек «Blaze of Glory» стал № 1 в США. В 1991 «Blaze of Glory» получил награду American Music Awards как Favorite Pop/Rock Single, а также был награждён Golden Globe. Эта песня принесла Джону Бон Джови номинации Academy Award и Grammy.
Самбора в компании с Тико Торресом и Дэвидом Брайаном выпустил в 1991 году под своим именем альбом, названный Stranger In This Town. На нём отметился Эрик Клэптон в песне «Mr. Bluesman»
Дэвид Брайан записал саундтрек к фильму ужасов «The Netherworld», что было для него самым ярким событием того года после госпитализации из-за болезни, вызванной южноафриканским паразитом.
Алек Джон Сач упал с мотоцикла и повредил рабочую руку, что заставило его заново учиться играть на бас-гитаре.
Разочарованный в музыкальном бизнесе, несмотря на успех, Джон Бон Джови, недовольный положением дел, в 1991 уволил свой менеджмент, деловых советников, агентов, включая давнего менеджера Дока Макги. Джон взял на себя ответственность за создание Bon Jovi Management.
В октябре 1991 группа отправилась на остров Сент-Томас, что в Карибском море, для обсуждения планов на будущее. Главной целью было устранить разногласия, попытаться высказать своё мнение, не перебивая друг друга. Как результат: в январе 1992 они вернулись в ванкуверскую Little Mountain Sound Studios с Бобом Роком для работы над пятым альбомом группы.

### Keep the FaithиCross Road(1992—1994)
Пятый студийный альбом Bon Jovi Keep The Faith был выпущен в ноябре 1992 года и представлял «начало новой главы в истории Bon Jovi». В альбоме не было тяжёлых барабанов и диких гитарных соло, но он отличался значительной музыкальной зрелостью. СМИ сосредоточили значительное внимание на волосах Джона Бон Джови. Когда Джон Бон Джови остриг свои длинные волосы, это стало большой сенсацией и материалом для заголовков газет. Для продвижения Keep The Faith группа вернулась к своим корням и отыграла несколько концертов в небольших клубах Нью-Джерси, где они начинали свою карьеру. Группа появилась на MTV Unplugged, где исполнила акустические версии классических хитов, а также новый материал из альбома Keep The Faith. Концерт был выпущен в 1993 году как Keep the Faith: An Evening with Bon Jovi.
Альбом дебютировал под номером один в Великобритании и дважды платиновым от RIAA в США и имел такие синглы как «Keep The Faith», «Bed Of Roses» и «In These Arms». Bon Jovi отправились в мировое турне для раскрутки альбома, где посетили множество стран в Южной Америке, Европе, Азии и Австралии. Они побывали в 37 странах и отыграли 177 концертов.

### These Days(1995—1996)
В 1995 году группа записала свой шестой студийный альбом «These Days». Это была первая пластинка после ухода из группы басиста Алека Джона Сача (англ. Alec John Such). Гастрольное турне группы в поддержку альбома из 126 концертов прошло в сорока странах мира, а началось в Индии.

### Перерыв (1997—1999)
В 1997 году Джон выпускает свой 2-й сольный альбом «Destination Anywhere», продюсером выступает Дэйв Стюарт, альбом становится достаточно успешным, как в США так и в Европе. К альбому Джон снимает фильм, в который привлекает самых разнообразных актёров Голливуда, и снимается сам в главной роли. Джон начинает часто сниматься в кино. Тони Бонджови выпускает ранее неизданные песни юного Джона Бонджови, записанные им с 1980 по 1983 года — «The Power Station». Реакция Джона Бон Джови была однозначной, он сразу же подаёт в суд на своего кузена. «Я никогда не собирался выпускать эти песни, это детский сад. Мне неприятно, что Тони сделал это без моего ведома и участия!» — заявил Джон. Спустя полгода Джон проиграл судебные разбирательства и Тони продолжил выпуск других сборников Джона.
В 1998 году Ричи Самбора записывает альбом «Undiscovered Soul», продюсером которого стал Don Was, к участию в альбоме Ричи привлёк много именитых и профессиональных музыкантов, таких, как Richie Supa, Billy Preston, Pino Palladino. Соавторами песен выступили Ричи Супа и Дэвид Брайн. Ричи не стремился попасть с этим альбомом в хит-парады, и, тем не менее, он занял неплохие позиции. После выпуска альбома Ричи едет в небольшое турне по США, Великобритании и Японии.
Тико Торрес открывает собственную художественную галерею во Флориде, женится на модели Еве Герциговой.
В конце 1998 году Джон Бон Джови сообщает прессе о том, что в 1999 году будет выпущен новый альбом группы «Sex Sell», продюсером которого выступит Брюс Фербрейн, выходит песня Real Life. Но в 1999 году Брюс внезапно умирает, Дэвид Брайн травмирует большой палец руки, и выход альбома откладывается до следующего года.

### Возвращение (2000—наши дни)
Летом 2000 года выходит ударная композиция «It’s my life», которая c успехом штурмует хит-парады всего мира, а вслед за ней выходит альбом «Crush». Группа ворвалась в мир музыки с абсолютно новым настроем и новой энергией, именно в этом году группе удалось умножить ряды своих поклонников более чем в 2,5 раза. В альбом также вошли Thank You For Loving Me, Just Older, Say It Isn’t So и другие. С момента выхода альбома группа едет в мировое турне, собирая полные стадионы. Группа купается в потоках лучей славы и новых поклонников.
В 2001 году группа выпускает первый альбом живых записей «One Wild Night: Live 1985—2001», куда входит переделанная Ричи Самборой песня «One Wild Night».
В 2002 году под впечатлением американской трагедии 11 сентября 2001 года группа записывает жёсткий альбом «Bounce», который сразу попадает на 2-е место Биллборда. В альбом вошли хиты Everyday, Misunderstood, All About Loving You. Альбом Bounce дебютировал на 2 месте в хит-параде журнала Billboard, став самым успешным дебютом в чартах для всех альбомов Bon Jovi. Однако вскоре продажи резко пошли на убыль. В песне Open All Night Джон Бон Джови рассказал о своей версии окончания сериала Ally McBeal для его героя. Джон играл Виктора — парня Элии Макбил и был очень расстроен, когда сценаристы решили убрать его персонаж из заключительных серий сериала.
В 2003 группа собирается записать акустический альбом своих хитов, но в период записи резко меняют концепцию и идут на эксперимент, и записывают старые хиты в новой блюз-роковой аранжировке, альбом «This Left Feels Right». Альбом был воспринят поклонниками неоднозначно, кто-то был разочарован отсутствием забойных ритмов и песен, кто-то наоборот был покорён новыми красивыми мелодиями и мастерством игры музыкантов. Так или иначе, группа начинает делать смелые эксперименты в своей музыке, несмотря на требования шоу-бизнеса писать штампованную музыку под маркой Bon Jovi.
В 2004 году группа отмечает своё 20-летие, и опять идёт на дерзкий по отношению к бизнесу поступок, выпускает Box Set «100,000,000 Bon Jovi Fans Can’t Be Wrong», состоящий из 4-х дисков ранее не выпущенных песен.
В 2005 году в хит парадах появляется новая песня «Have A Nice Day», альбом же с одноимённым названием моментально попадает опять на 2-е место. В альбом также вошли синглы Welcome To Wherever You Are, Who Says You Can’t Go Home. Who Says You Can’t Go Home также была записана дуэтом с кантри певицей из группы Sugarland и заняла первое место в кантри хит-параде США. С выходом вышеупомянутой песни, группа Bon Jovi стала по праву считаться первой рок-группой, достигнувшей таких результатов в американском хит-параде. Группа начинает заниматься благотворительностью, вкладывает 1 млн долларов в строительство домов для малообеспеченных слоёв населения США.
Успех в кантри чартах сильно повлиял на настроения группы, и она решается записать кантри альбом. В 2007 году выходит альбом «Lost Highway», который сразу попадает на 1-е место Биллборда, впервые за 20 лет. Несмотря на явную кантри направленность альбома, первым синглом стала баллада «(You Want to) Make a Memory». Альбом не является исключением из правил и является тоже своего рода удачным некоммерческим экспериментом, который опять же поняли далеко не все поклонники группы, некоторые из них ждали штампованной музыки под маркой Bon Jovi.
После очень успешного тура в поддержку альбома «Lost Highway» группа приступила к записи нового альбома. Релиз альбома назначен на 10 ноября 2009 года, первый сингл, «We Weren’t Born To Follow», выйдет 31 августа. В песне рассказывается о тяжёлых экономических временах. На радиостанциях США появилась 18 августа. В первую же неделю после официального релиза The Circle возглавил американский Billboard Top’200 (продано 163,000 копий), а также японские (67,000 копий), швейцарские и немецкие чарты.
В 2010 году группа возглавила список самых прибыльных гастролёров года. Согласно исследованиям, за 2010 год на гастрольный тур группы The Circle Tour было продано билетов на общую стоимость 201,1 миллиона долларов. Второе место в списке заняла австралийская группа AC/DC, собравшая на гастролях 177 миллионов долларов.
14 марта 2013 года Bon Jovi появились на шоу American Idol и исполнили одну песню «Because We Can» из своего нового альбома What About Now.
2 апреля 2013 года Ричи Самбора покинул продолжающийся тур группы по неуказанным «личным причинам»; на оставшуюся часть тура его заменил Фил Икс, породив слухи, что Самбора был уволен. Позже Самбора и Джон Бон Джови опровергали это. В ноябре 2014 года Джон Бон Джови сделал заявление о том, что Самбора окончательно покинул группу, сказав: «Он ушёл. Никаких обид». В ноябре этого года, он также показал, что он заканчивает написание песен для следующего студийного и первого альбома группы без Самборы, который был неофициально заменён концертным гитаристом Филом Иксом. С тех пор Самбора заявлял, что «у нас нет неприязни. Я люблю Джона и всё ещё вижу возможность возвращения.»
21 августа 2015 года вышел сборник Burning Bridges.
4 ноября 2016 года вышел альбом This House Is Not for Sale. Отдельным синглом вышла одноимённая песня «This House Is Not for Sale», во время записи которой Хью Макдональд и Фил Икс стали полноправными участниками группы. В августе 2016 года на эту песню был снят видеоклип. 16 декабря 2016 года был выпущен концертный альбом, This House Is Not for Sale – Live from the London Palladium.
В ноябре 2016 года Island Records и Universal Music Enterprises выпустили ремастированные версии студийных альбомов Bon Jovi на виниле, охватывая 32-летнюю карьеру группы начиная от Bon Jovi (1984) и до What About Now (2013). 10 февраля 2017 года вышел бокс-сет из LP Bon Jovi: The Albums . Он включает в себя все тринадцать альбомов группы, включая сборник Burning Bridges (2015), два сольных альбома Джона Бон Джови (Blaze of Glory и Destination Anywhere), а также «эксклюзивные международные раритетные треки».
13 декабря 2017 года было объявлено, что Bon Jovi будут введены в «Зал славы рок-н-ролла», набрав 1,1 млн голосов по результатам голосования. На открытие церемонии Джон Бон Джови пригласил Алека Джона Сача и Ричи Самбору. Позже в феврале 2018 года было подтверждено участие Сача и Самборы на церемонии «Зала славы рок-н-ролла».
В марте 2018 года группа была официально удостоена награды iHeartRadio Icon Award. Данная награда была впервые вручена участникам за успехи в области музыки за все 35 лет существования группы. 29 апреля 2018 года группа выступила в БМО Харрис Брэдли-центр в Милуоки, штат Висконсин.
9 марта 2019 года Джон Бон Джови через социальные сети сообщил, что группа вернулась в студию и записывает пятнадцатый студийный альбом, который должен был быть выпущен в начале 2020 года. В августе 2019 года он объявил, что новый альбом будет называться 2020. Дата выхода была запланирована на 15 мая 2020 года, но в интервью с Говардом Стерном Джови объявил, что альбом и сопровождающий его тур Bon Jovi 2020 Tour придётся отложить из-за событий с COVID-19. 20 апреля того же года Bon Jovi объявили, что тур был отменён из-за пандемии COVID-19. Альбом был выпущен в октябре. 7 января 2022 года группа анонсировала тур, который должен начаться 1 апреля.
Во время вторжения России на Украину в 2022 году появилось вирусное видео, на котором жители украинского города Одесса готовились к нападению России, а барабанщик играл под хит Bon Jovi «It’s my life». Bon Jovi поддержали это видео и поделились им со своими подписчиками с комментарием: «Это для тех, кто отстоял свою позицию… Одесса, Украина. #СлаваУкраине».
О смерти основателя группы Алека Джона Сача группа объявила 5 июня 2022 года. Позже выяснилось, что он умер от сердечного приступа.
В феврале 2023 года бывший гитарист Ричи Самбора сообщил, что ведёт переговоры о возможном воссоединении с группой: «Мы говорим об этом. Я не думаю, что на данный момент есть какая-то причина не вернуться. Мы с Джоном сделали кое-что… не так много групп, которые сделали то, что сделали мы. […] Мы должны выйти на сцену и сделать это для фанатов».
В октябре 2023 года гитарист Фил Икс сообщил в интервью, что группа отправляется в Нэшвилл на месяц для записи нового альбома. 17 ноября 2023 года группа выпустила праздничный сингл под названием «Christmas Isn’t Christmas». Это был первый релиз группы после альбома 2020 года и подготовка к новому альбому, который выйдет в 2024 году. 14 марта 2024 года группа выпустила сингл «Legendary», лид-сингл со своего грядущего 16-го альбома Forever, релиз которого состоялся на 7 июня 2024 года.
В апреле 2024 года на Hulu и Disney+ состоялась премьера четырехсерийного документального сериала о группе «Спасибо, спокойной ночи: История Bon Jovi». Сериал, снятый Готэмом Чопра, рассказывает всю историю группы, включая интервью с Джови, Самборой, Брайаном и Торресом, а также отслеживание текущего состава группы в туре 2022 года, когда они «намечают свое будущее».

## Участники группы
| Нынешний состав - Джон Бон Джови — ведущий вокал, ритм-гитара, губная гармоника, маракасы (1983 — настоящее время) - Дэвид Брайан — клавишные, пианино, бэк и иногда ведущий вокал (1983 — настоящее время) - Тико Торрес — барабаны, перкуссия, бэк и иногда ведущий вокал (1983 — настоящее время) - Хью Макдональд — бас-гитара, бэк-вокал (2016 — настоящее время; сессионный 1983—1994 и концертный участник 1994—2016) - Фил Икс — соло, ритм и акустическая гитара, talkbox, бэк и иногда ведущий вокал (2016 — настоящее время; сессионный и концертный участник 2013—2016; заменяющий музыкант 2011) - Эверетт Брэдли — перкуссия, бэк-вокал (2024 — настоящее время; сессионный музыкант в 2003—2004 и концертный музыкант в 2016—2024) - Джон Шенкс — ритм-гитара, бэк-вокал (2024—настоящее; сессионный музыкант в 2004—2024 и концертный музыкант в 2016—2024) Бывшие участники - Дэйв Сабо — соло и ритм-гитара, бэк-вокал (1983) - Ричи Самбора — соло, ритм и акустическая гитара, talkbox, бэк и иногда ведущий вокал (1983—2013, разовое выступление 2018 года) - Алек Джон Сач — бас-гитара, бэк-вокал (1983—1994, разовые выступления в 2001 и 2018 годах; умер в 2022) | Бывшие концертные участники - Джефф Кази — клавишные, бэк-вокал (2005—2006) - Бобби Бандиера — ритм-гитара, бэк-вокал (2005—2015) - Курт Джонсон — педал-стил-гитара (2006—2008) - Рич Сканнелла — ударные, перкуссия (2013) - Лоренца Понс — виолончель, бэк-вокал (2005—2009) - Мэтт О’ри— ритм-гитара, бэк-вокал (2015) - Грэг Майо — клавишные (2020) |

Временная шкала

## Дискография
Студийные альбомы
- 1984: Bon Jovi
- 1985: 7800° Fahrenheit
- 1986: Slippery When Wet
- 1988: New Jersey
- 1992: Keep the Faith
- 1995: These Days
- 2000: Crush
- 2002: Bounce
- 2005: Have a Nice Day
- 2007: Lost Highway
- 2009: The Circle
- 2013: What About Now
- 2015: Burning Bridges
- 2016: This House Is Not for Sale
- 2020: 2020
- 2024: Forever

Сольные альбомы участников
Джон Бон Джови (Jon Bon Jovi):
- 1990: Blaze Of Glory / Young Guns II
- 1997: Destination Anywhere
- 2001: The Power Station Years: The Unreleased Recordings (1997) / More Power Station Years (1998)

Ричи Самбора (Richie Sambora):
- 1991: Stranger In This Town
- 1998: Undiscovered Soul
- 2004: Shark Frenzy (С группой Shark Frenzy, запись 1978 года)
- 2012: Aftermath of the Lowdown

Дэвид Брайан (David Bryan):
- 1995: On A Full Moon
- 2000: Lunar Eclipse